# 高岳 (大阪府・兵庫県)
高岳（たかだけ）は大阪府豊能郡能勢町と、兵庫県川辺郡猪名川町の境界にある、標高720.8mの山。北摂山系の主要な山の一つとして位置づけられる。

## 概要・歴史
高岳は、丹波高地や北摂山系のその他の山と同様に、準平原化した甞ての山脈が侵食されて残った残丘が、再隆起して作り上げられたと考えられる。
高岳はこの地の山岳信仰の一つの中心をなしている。南西中腹には、金剛の滝の下に、猪名川不動尊があり、古くから多くの信者を集めている。

## 登山ルート
最も一般的な登山路は阪急バス杉生バス停を基点とするものである。山頂まで平均2時間程度。同じく阪急バス森上バス停を基点とする場合には2時間半程度が必要である。

## 関連画像

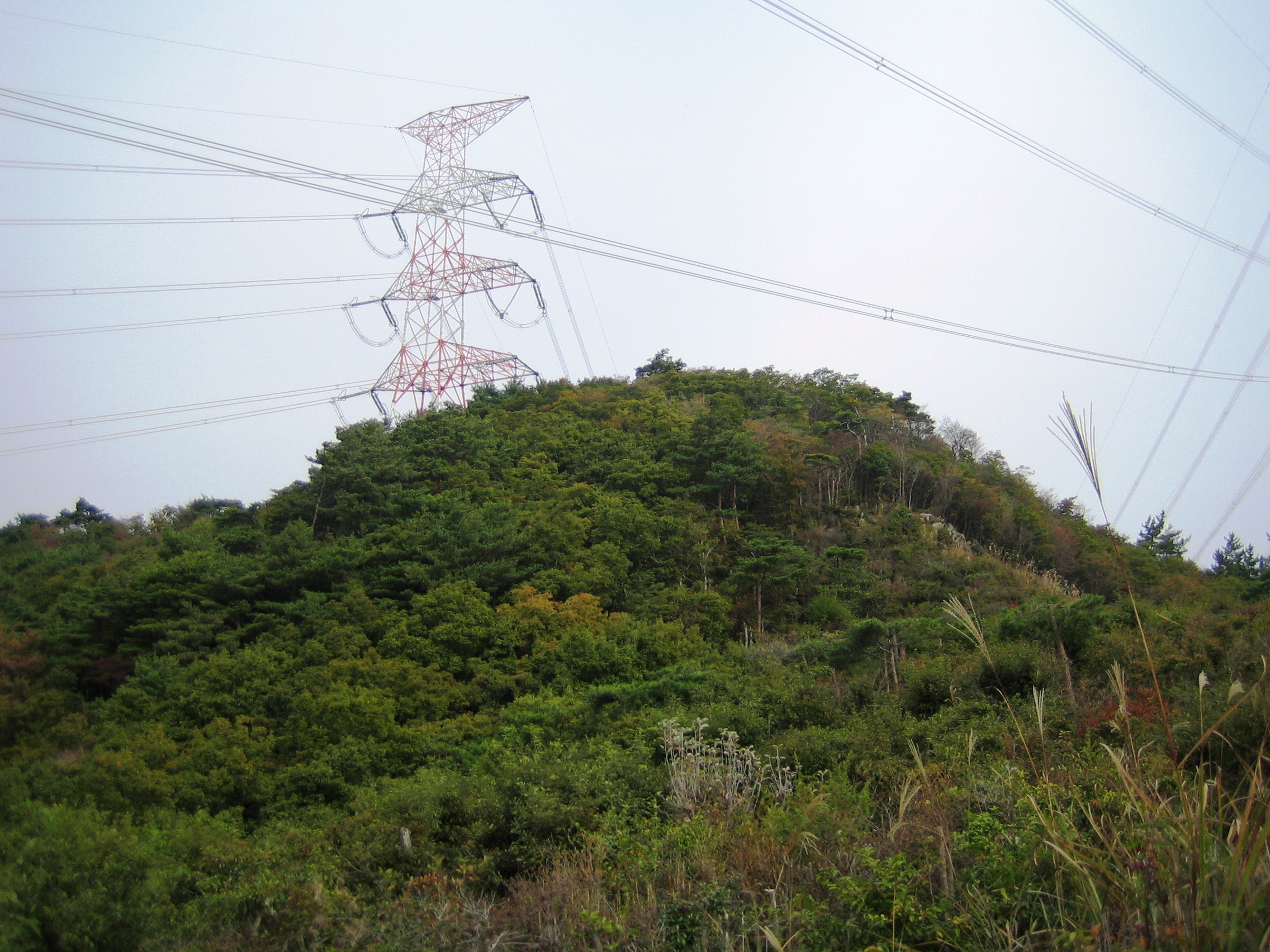
登山路南方から見た高岳頂上部
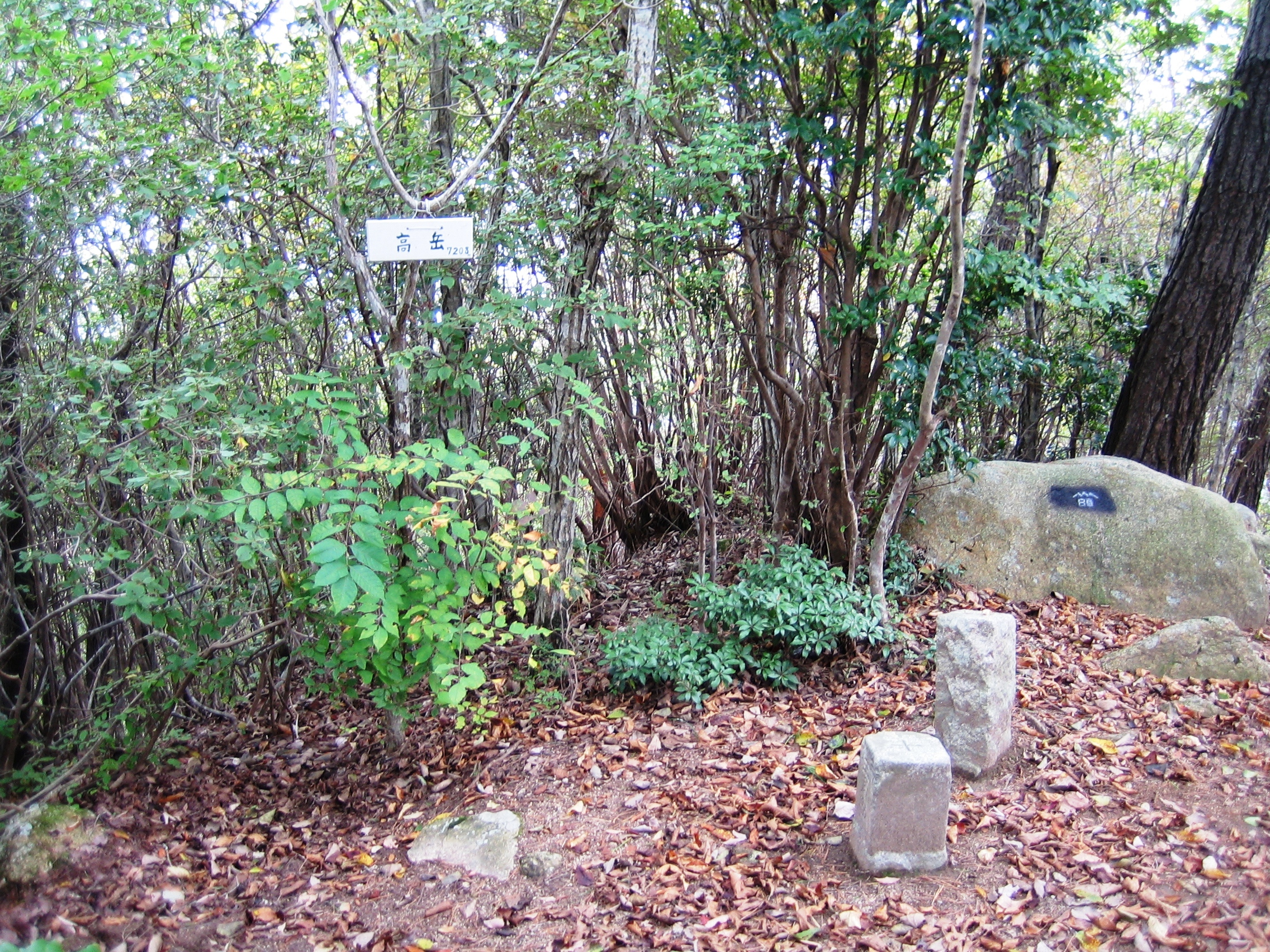
高岳頂上
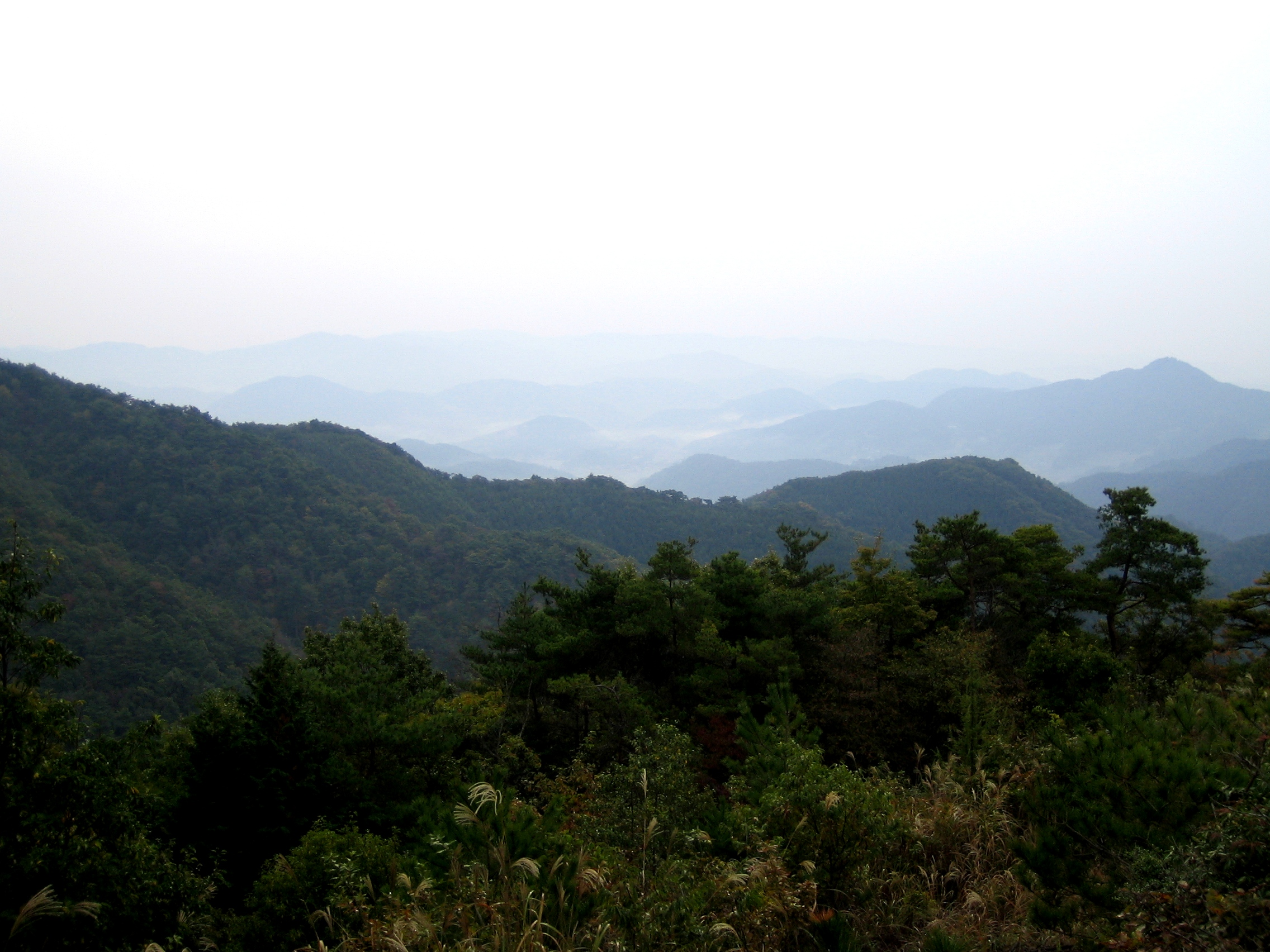
高岳頂上付近から能勢方面を望む
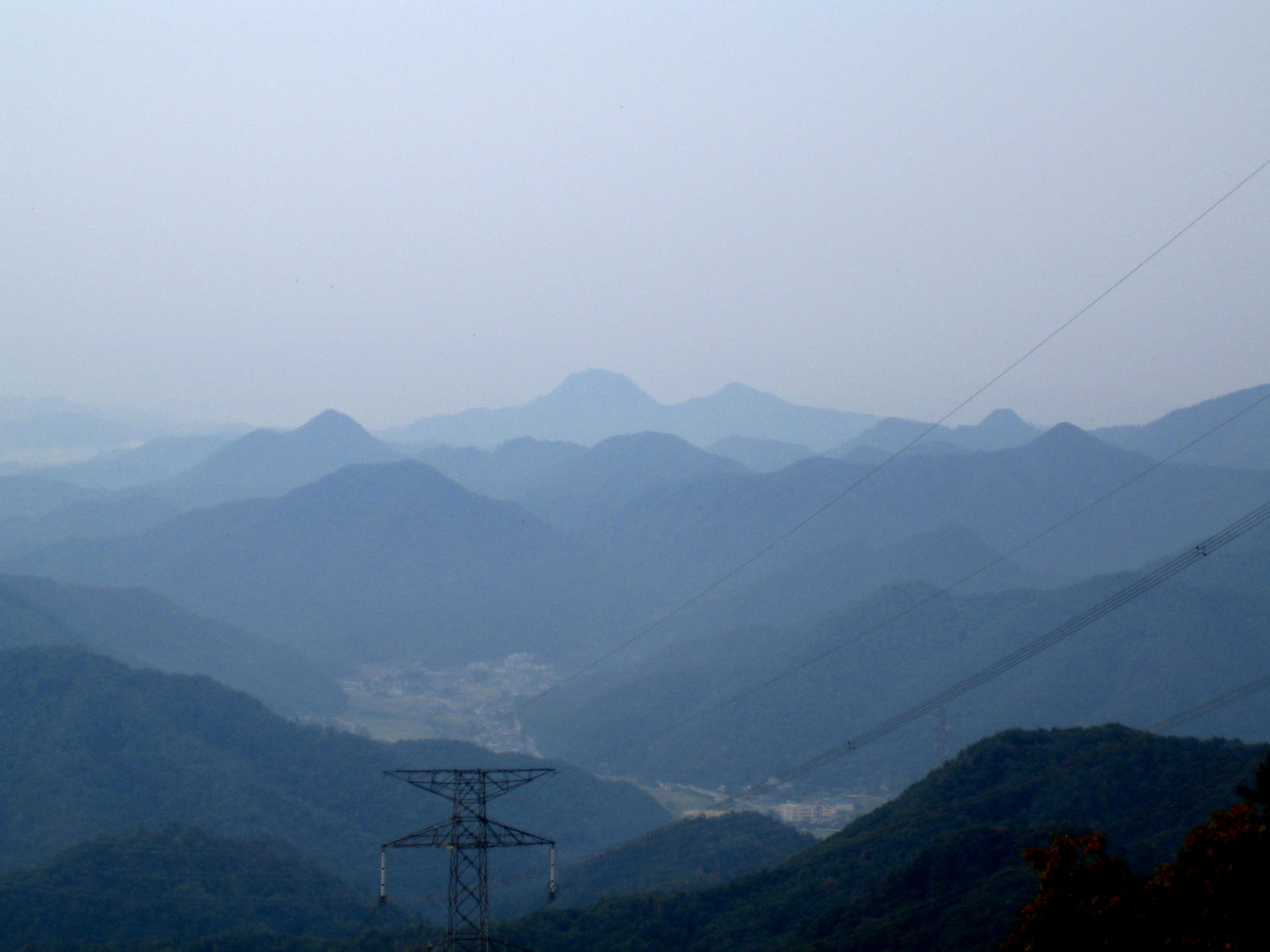
高岳頂上付近から三田方面を望む